# سازمان مجاهدین انقلاب اسلامی ایران
سازمان مجاهدین انقلاب اسلامی ایران، گروهی سیاسی از اصلاح طلبان ایرانی بود که در ۱۰ مهر ۱۳۷۰ با کوشش برخی از اعضای جناح چپ سازمان مجاهدین انقلاب اسلامی تأسیس شد.
محمد سلامتی، بهزاد نبوی، محسن آرمین، غلامرضا بصیرزاده، مصطفی تاج‌زاده، هاشم آقاجری، ابوالفضل قدیانی، فیض‌الله عرب‌سرخی و صادق نوروزی، و محسن مخملباف مؤسسین سازمان مجاهدین انقلاب اسلامی ایران و همچنین، از مؤسسان یا اعضای سازمان مجاهدین انقلاب اسلامی بودند که در سال ۱۳۶۱ از سازمان مذکور کناره گرفته بودند.

## پیشینه
به منظور مقابله با سازمان‌های نظامی مانند سازمان مجاهدین خلق ایران و سازمان چریک‌های فدایی خلق ایران، به پیشنهاد هاشمی رفسنجانی از دیگر گروه‌های کوچک شبه‌نظامی برای ادغام با یکدیگر دعوت شد. به همین منظور دو روز پس از اعلام نتیجه رفراندوم تعیین نوع نظام مبنی بر رسمیت یافتن جمهوری اسلامی ایران که با مخالفت گسترده سازمان مجاهدین خلق مواجه شده بود در چهاردهم فروردین ۱۳۵۸ خورشیدی ۷ گروه امت واحده، گروه توحیدی بدر، گروه توحیدی صف، گروه فلاح، گروه فلق، گروه منصورون و گروه موحدین به هم پیوستند و سازمان مجاهدین انقلاب اسلامی را به وجود آوردند. این مجموعه نام سازمان مجاهدین انقلاب اسلامی را که مشابه نام سازمان مجاهدین خلق بود بر خود نهاد تا به این شکل در صورت نیاز از اعتبار انقلابی و مبارزاتی سازمان مجاهدین خلق که برای همه مردم شناخته شده بود بهره‌برداری کند. محمد بروجردی از گروه صف هدایت این سازمان تازه تأسیس را برعهده گرفت. محمد سلامتی، مرتضی الویری، محمدباقر ذوالقدر، سعید حجاریان، محسن آرمین، بهزاد نبوی، سید مصطفی تاج‌زاده، محسن رضایی، فیض‌الله عرب‌سرخی و محسن مخملباف برخی از چهره‌های جوان این سازمان جدید بودند که پیش از ادغام هر کدام در یکی از سازمان‌های مسلح هفتگانه عضویت داشتند. سازمان مجاهدین انقلاب اسلامی در کنار گارد انقلاب (گروه حزب ملل اسلامی یا همان حزب‌الله)، گارد ملی (شاخه نظامی نهضت آزادی)، گروه پاسا (گروه محمد منتظری) بعدها هسته اولیه تشکیل سپاه پاسداران انقلاب اسلامی نام گرفتند. در حقیقت سپاه پاسداران انقلاب اسلامی از ادغام این ۴ گروه شبه نظامی به وجود آمد.
سازمان مجاهدین انقلاب اسلامی در ۱۶ فروردین ۱۳۵۸ با به هم پیوستن ۷ گروه اسلام‌گرای مخالف نظام پیشین شکل گرفت که برخی سابقه مبارزه نظامی را نیز داشتند. این گروه‌ها تا قبل از پیروزی انقلاب ارتباط تشکیلاتی چندانی با هم نداشتند اما وجود هدف مشترک مقابله با خطراتی که نظام نوپا را تهدید می‌کرد، آن‌ها را به اتحاد با یکدیگر سوق داد، دشمنی با سازمان مجاهدین خلق یکی از مهم‌ترین وجوه اشتراک اعضای این سازمان بود که حتی در نام سازمان نیز تجلی پیدا کرد. تنها تفاوت نام این دو سازمان جایگزینی کلمه «خلق» با کلمه «انقلاب اسلامی» بود. گسترش و تداوم تفکر انقلابی و اعتقاد به ولایت فقیه و رهبری آیت‌الله خمینی از اشتراکات دیگر این هفت گروه بود.
اعضای مجاهدین انقلاب در کمیته‌های انقلاب حضور فعالی داشتند و در تشکیل سپاه پاسداران نقش محوری را ایفا کردند. حتی آرم سازمان و آرم سپاه توسط یکی از اعضای این سازمان طراحی شده‌بود. مجاهدین انقلاب هم به‌طور مستقل و هم در قالب سپاه در خاموشی تحرکات واگرایانه و سرکوب نیروهای استقلال‌طلب در کردستان و سیستان و بلوچستان نقش آفرینی داشت. به‌طوری‌که در دوران جنگ کردستان هم فرمانده سپاه پاسداران در غرب کشور محمد بروجردی و هم فرمانده ارتش در غرب کشور علی صیاد شیرازی از اعضای این سازمان بودند. سازمان پیشمرگان مسلمان کرد نیز توسط مجاهدین انقلاب با استفاده از امکانات سپاه ایجاد شد.
مهم‌ترین کار این سازمان در آن هنگام مبارزه با جریاناتی بود که به زعم آن‌ها با خط مشی لیبرال خود انقلاب را به بیراهه می‌بردند. مرتضی الویری عضو شورای مرکزی مجاهدین انقلاب در این‌باره می‌گوید: «در آن مقطع زمانی [دوران ریاست‌جمهوری بنی صدر] تشکیلات مجاهدین انقلاب اسلامی هیچ کاری نداشت الا مقابله و مخالفت با بنی صدر و جناح لیبرال».
با فرمان روح‌الله خمینی در مورد عدم حضور افراد نظامی در گروه‌های سیاسی برخی از اعضای اصلی سازمان همچون محمدباقر ذوالقدر و محسن رضایی که فرماندهی سپاه پاسداران را به عهده گرفته بود از سازمان خارج شدند و عده‌ای دیگر همچون محسن آرمین از فعالیت در سپاه انصراف دادند.
با پدید آمدن اختلافات میان اعضای این سازمان در همان ابتدای پیدایش سازمان بر سر مسائلی همچون صدور بیانیه در مناسبت‌هایی همچون روز کارگر، ترور مرتضی مطهری یا سال‌مرگ علی شریعتی و به ویژه مخالفت جناح راست‌گرای سازمان و گروه منصورون با سیاست‌های اقتصادی محمد سلامتی و بهزاد نبوی در دولت میرحسین موسوی، مجاهدین انقلاب پس از مدتی به ۲ و بعد به ۳ جناح تقسیم شدند.
محمد سلامتی دبیرکل سازمان جدید علت این اختلافات را همراهی عده‌ای از اعضای سازمان از جمله افراد گروه منصورون با سیاست‌های جناح بازار، عدم اعتقاد به ولایت فقیه و مجلس و مخالفت آن‌ها با بسیاری از مصوبات مجلس و دولت همچون قانون کار و قانون اراضی شهری می‌داند.
او مهم‌ترین اعضای راست‌گرای آن زمان سازمان را حسین فدایی، محمدباقر ذوالقدر، محسن رضایی و احمد توکلی معرفی کرده‌است.
حضور راستی کاشانی به عنوان نماینده ولی فقیه در سازمان که با پیشنهاد گروه منصورون انجام شده‌بود و تصمیمات او که اغلب با مخالفت جناح چپ سازمان روبرو می‌شد، عامل دیگری بود که در نهایت موجب خروج ۳۷ نفر از اعضای جناح چپ‌گرای سازمان از جمله بهزاد نبوی و محمد سلامتی در سال ۱۳۶۱ شد.

## ساختار
کنگره عالی‌ترین رکن تشکیلاتی سازمان است که هر سال با حضور اعضای سازمان یا نمایندگان آنان تشکیل می‌شود. نشست فوق‌العاده کنگره نیز با تصویب دوسوم شورای مرکزی یا اکثریت اعضا ممکن است. کنگره حق تصویب و تغییر مرامنامه و اساسنامه سازمان، تعیین استراتژی و خط مشی سازمان، سؤال و استیضاح شورای مرکزی و انحلال سازمان را دارد. انتخاب و عزل اعضای شورای داوری رکن داخلی داوری سازمان نیز در صلاحیت کنگره است.
شورای مرکزی که مرکب از ۱۵ عضو اصلی و ۳ عضو علی‌البدل است که به انتخاب کنگره برای دو سال مشخص می‌شوند. دبیرکل عالی‌ترین عضو تشکیلاتی این سازمان نیز توسط شورای مرکزی انتخاب می‌شود.
هیئت اجرایی عالیترین رکن اجرایی سازمان که مرکب از مسئولین ارگانهای سازمان است که توسط شورای مرکزی انتخاب می‌شوند.
ارگان، کمیته، بخش، حوزه و واحد رکن‌های دیگر این سازمان هستند که در سلسله مراتب طولی قرار گرفته و مسئول و وظایف آن‌ها را رکن بالاتر تعیین می‌کند.
هزینه سازمان مجاهدین از طریق دریافت حق عضویت، هدایای مردمی و کمک‌های دولتی تأمین شده و سازمان حق فعالیت اقتصادی و تجاری ندارد.

## انتقادات

### سخنرانی هاشم آغاجری
در ۲۹ خرداد ۱۳۸۱، به مناسبت سالروز درگذشت دکتر شریعتی، هاشم آغاجری به دعوت شورای هماهنگی جبههٔ دوم خرداد در دانشگاه تربیت معلم شهر همدان دربارهٔ پروتستانیسم اسلامی و دکتر شریعتی به سخنرانی پرداخت. بعد از این سخنرانی، آغاجری به خاطر توهین به اسلام تحت تعقیب قرار گرفت. سازمان مجاهدین انقلاب اسلامی این عضو خود را تحت حمایت قرار داد. این حمایت درحالی بود که گروه‌های دیگر سیاسی مواضع بسیار تندی نسبت به این سخنرانی داشتند. تا آنجا که جامعهٔ مدرسین حوزه علمیه قم در بیانیه‌ای سازمان مجاهدین انقلاب اسلامی را به بدبین کردن نسل جوان به اسلام و روحانیت و تفکیک دین از سیاست متهم کرد. این اطلاعیه که در ۱۸ تیر ۱۳۸۱ منتشر شد و به امضای علی مشکینی رسیده‌است، سازمان را فاقد مشروعیت دینی می‌داند و از متدینین می‌خواهد که با آن همکاری نکنند.
هاشم آغاجری ابتدا در دادگاه همدان به جرم ارتداد به اعدام محکوم شد که این امر انتقادات فراوان و اعتراضات دانشجویی را در پی داشت. سرانجام در ۲۰ ژوئیهٔ ۲۰۰۴ پس از تجدیدنظر در دادگاه تهران به ۵ سال حبس و محرومیت از حقوق اجتماعی محروم شد.

## انتخابات ریاست جمهوری ایران (۱۳۸۸)
پس از اعتراضات به نتایج انتخابات ریاست جمهوری ایران (۱۳۸۸) سازمان مجاهدین انقلاب اسلامی ایران اعتراض خود را با نوشتن بیانیه‌هایی اعلام کرد.
در یکی از این بیانیه در تیرماه ۱۳۸۸ آمده‌است: «ضمن تقبیح این همه قانون‌شکنی، ظلم و تعدی علیه مردم و فرزندان آنان و ضمن محکوم کردن تمامی بازداشت‌های غیرقانونی و نقض ابتدایی‌ترین حقوق قانونی زندانیان، که پس از گذشت هفته‌ها، نه تنها از حق دیدار و تعیین وکیل محروم مانده‌اند، بلکه بعضاً حتی خانواده‌های آنان نیز کوچک‌ترین اطلاعی از حال و وضعیت آنان ندارند، دستگاه‌های امنیتی و نظامی حاکم و شخص آقای احمدی‌نژاد را مسئول حفظ سلامتی و جان آنان می‌داند و خواهان آزادی فوری و بی‌قید شرط همه بازداشت شدگان و زندانیان سیاسی و انتخاباتی است.»
پس از اعتراضات به نتایج انتخابات ریاست جمهوری ایران (۱۳۸۸) فعالیت سازمان مجاهدین انقلاب اسلامی ایران به همراه جبهه مشارکت در سال ۱۳۸۹ غیرقانونی اعلام شد. پس از اعلام غیرقانونی بودن فعالیت این سازمان گروهی از اعضای این سازمان در خارج از ایران، سازمان مجاهدین انقلاب اسلامی ایران (شاخه خارج از کشور) را تشکیل دادند.

### بازداشت اعضای سازمان
پس از اعتراضات به نتایج انتخابات ریاست جمهوری ایران (۱۳۸۸) شمار زیادی از اعضای سازمان مجاهدین انقلاب اسلامی ایران دستگیر شدند.
از اعضای بازداشت شده می‌توان به بهزاد نبوی، مصطفی تاجزاده، ابوالفضل قدیانی، علی باقری، صادق نوروزی، فیض‌الله عرب‌سرخی، عبداله ناصری، مهدی تحققی، علیرضا شریفی، احمد هاشمی، مسعود سپهر، حسن فائزی و محسن آرمین اشاره کرد.